# Одоардо Фарнезе (кардинал)
Вижте пояснителната страница за други личности с името Одоардо Фарнезе.
Одоардо Фарнезе (на италиански: Odoardo Farnese; * 7 декември 1573, Рим, † 21 февруари 1626, Парма) от фамилията Фарнезе, е от 6 март 1591 г. италиански кардинал, от 27 септември 1623 г. кардинал-епископ на Фраскати, епископ на Сабина (1621) и регент на Херцогство Парма и Пиаченца за своя племенник Одоардо I Фарнезе от 1622 до 1626 г.

## Произход
Той е вторият син на Алесандро Фарнезе (* 1545, † 1592), херцог на Парма и Пиаченца, и на инфанта Мария д’Авис (* 1538, † 1577). Има сестра и брат:
- Маргерита (* 1567; † 1643), херцогиня на Мантуа като съпруга на Винченцо I Гонзага;
- Ранучо I (* 1569; † 1622), херцог на Парма и Пиаченца, съпруг на Маргерита Алдобрандини

Той също е известен като Едуардо. Одоардо е пряк потомък на папа Павел III и правнук на кардинал Алесандро Фарнезе Млади.

## Биография
Предопределен за църковна кариера, през младостта му чичо му поема пряка грижа за неговото образование. На 16-годишна възраст, през 1589 г., той вече е абат комендатор на Гротаферата. На 6 март 1591 г. е направен кардинал дякон от папа Григорий XIV и е най-младият италиански кардинал.
На 11 януари 1621 г., като кардинал-протодякон, той избира ордена на кардиналите презвитери, без да получи никаква титла. На 3 март избира за ордена на кардиналите епископи и за подградската катедра на Сабина. Той е ръкоположен за епископ на 2 юли в Църквата на Исус в Рим от кардинал Роберто Белармино, подпомаган от Диофебо Фарнезе, титулярен латински патриарх на Йерусалим, и от Галеацо Санвитале, архиепископ на Бари. На 27 септември 1623 г. избира предградието на Фраскати. В периода, в който заема това място, той работи, за да придаде престиж на катедралата, увеличава броя на духовниците от 4 на 10, избирайки ги измежду най-бедните, интелигентни и честни хора, и я дарява с мощите на Свети Филип Нери. Принц на Херцогство Кастро и Рончильоне, от 1622 г. е регент на Херцогство Парма и Пиаченца до смъртта си на 21 февруари 1626 г. Тялото му е пренесено в Рим и погребано пред главния олтар на Църквата на Исус. За да осигури тази църква с настаняване на йезуитите, кардиналът харчи 100 000 скуди, като строи т. нар. „Casa Professa dei Jesuiti“ до самата църква по проект на Джироламо Райналди, в която е включена малката къща, където Игнатий Лойола прекара последните си години.
Следвайки традицията на своето семейство Одоардо също е важен меценат: вика Анибале Карачи на своя служба, за да го накара да украси някои зали на Палацо Фарнезе - Камерино Фарнезе и известната Галерия, и поверява на Доменикино първата си важна публична поръчка, а именно стенописите на абатството „Свети Нил“ в Гротаферата.

## Заемани длъжности
- Абат комендатор на Гротаферата от март 1589 г.;
- Кардинал дякон от 6 март 1591 г. до 10 януари 1621 г.;
- Електор в конклава от 1591 г.;
- Титуляр на „Свети Адриан“ от 20 ноември 1591 г. до 11 юни 1595 г .;
- Електор в конклава от 1592 г .;
- Титуляр на „Свети Евстахий“ от 12 юни 1595 г. до 12 ноември 1617 г .;
- Губернатор на Ветрала през 1600 г
- Легат във Витербо от 25 септември 1600 г.;
- Електор в конклавите от 1605 г .;
- Собственик на „Санта Мария ин Виа Лата“ от 13 ноември 1617 г. до 2 март 1621 г.;
- Кардинал протодякон на 11 януари 1621 г.;
- Кардинал-свещеник от 11 януари 1621 г. до 2 март 1621 г.;
- Кардинал епископ титуляр на катедрата на Сабина от 3 март 1621 г. до 26 септември 1623 г.;
- Кардинал протектор на Португалия;
- Регент на Херцогство Парма и Пиаченца от 5 март 1622 г. до смъртта си;
- Собственик на провинциалното седалище на Фраскати от 27 септември 1623 г. до смъртта си.